# Lovely Horribly
Lovely Horribly (러블리 호러블리?, Reobeulli horeobeulliLR) è una serie televisiva sudcoreana del 2018.

## Trama
Yoo Eul-chook e Oh Eul-soon hanno una particolare caratteristica che li accomuna: quando uno dei due ha un colpo di fortuna, l'altro viene colpito dalla malasorte, e viceversa. I due, rispettivamente un attore e una sceneggiatrice, si ritrovano infine a scrivere insieme la sceneggiatura di un drama, per poi scoprire che gli eventi da loro pensati si ripercuotono anche nella vita reale.